# Ida Łotocka-Huelle
Ida Łotocka-Huelle (ur. 13 lutego 1957 w Gdańsku) – polska malarka. W latach 2014–2017 pełniła funkcję wiceprezesa Okręgu Gdańskiego Związku Polskich Artystów Plastyków.

## Życiorys
Studiowała w Państwowej Wyższej Szkole Sztuk Plastycznych (PWSSP) w Gdańsku (obecnie Akademia Sztuk Pięknych w Gdańsku) na Wydziale Malarstwa i Grafiki. Dyplom z malarstwa w 1982 w prof. Władysława Jackiewicza oraz w Studium Pedagogicznym PWSSP w Gdańsku, ukończonym w 1981. Od 2001 artystka pracowała w Nadbałtyckim Centrum Kultury w Gdańsku na stanowisku głównego specjalisty ds. wystaw. Autorstwo filmu „Obrazy i modelki” dla III programu TVP S.A (1995). W 2010 członkini założycielka artystycznej „Grupy Apellesa”.
Była żoną gdańskiego pisarza Pawła Huellego.

## Wybrane wystawy indywidualne
- 1983: BWA, Gdańsk
- 1985: wystawa grupy „Trójkąt”, BWA, Sopot
- 1987: wystawa grupy „Trójkąt”, Galeria `85, Gdańsk
- 1988: Salon „Sztuki Polskiej”, Gdańsk
- 1989: Brema, Wilhelmshaven, Niemcy
- 1991: „W stronę Boskiej Komedii” Galeria `85, Gdańsk
- 1995: „Obrazy i modelki” – wystawa i performance, „Cotton Club”, Gdańsk
- 1997: „Nieobecni” Muzeum Narodowe, Pałac Opatów, Gdańsk Oliwa
- 2000: galeria Biblioteki Wojewódzkiej, Gdańsk
- 2002: „Magia teatru, magia lustra” PGS, Sopot
- 2004: "Czarownica w ogrodzie", Galeria ZPAP, Gdańsk
- 2010: wystawa „Grupy Apellesa”, Galeria Sztuki Współczesnej, Kołobrzeg
- 2011: Willa Antonina, Sopot
- 2011: „Wystawa Grupy Apellesa”, Rzeszów
- 2011: wystawa jubileuszowa Galeria ZPAP, Gdańsk
- 2013: „Wystawa Grupy Apellesa”, Warszawa

## Wystawy zbiorowe, nagrody (do 2003)
- 1982: „Portret Polaków”, BWA, Sopot
- 1982: „Młoda Ekspresja`82”, Paryż, Francja
- 1983: V Biennale Sztuki Gdańskiej, BWA, Sopot (wyróżnienie)
- 1984: Niezależna Wystawa Malarstwa Polskiego, SARP, Gdańsk
- 1984: Wystawa inspirowana duchem chrześcijaństwa, Sopot, kościół św. Michała
- 1985: Młode Malarstwo Gdańskie, Instytut Polski, Paryż, Francja
- 1985: Ogólnopolska Wystawa Młodych „Droga i prawda”, kościół św. Krzyża, Wrocław
- 1985: VI Biennale Sztuki Gdańskiej, BWA, Sopot
- 1986: Wystawa Sztuki Gdańskiej, Dortmund, Niemcy
- 1987: pokonkursowa wystawa im. J. Spychalskiego, BWA, Poznań
- 1988: „Arsenał ’88”, Warszawa
- 2001: I Ogólnopolskie Biennale Malarstwa i Tkaniny Unikatowej ‘2001, Gdańsk
- 2002: wystawa sztuki kobiet, Frauenkulturhaus Hamburg, Niemcy
- 2003: „Kolekcja wiosenna”, Dworek Artura, Gdańsk-Orunia

## Nagrody
- 2012 – Laureatka Nagrody Prezydenta Miasta Gdańska w Dziedzinie Kultury[1]